# Laiyangosaurus youngi
Laiyangosaurus youngi es la única especie conocida del género extinto Laiyangosaurus ("lagarto de Laiyang") es un género extinto de dinosaurio hadrosáurido saurolofino que vivió a finales del período Cretácico, hace aproximadamente 72 millones de años durante el Maastrichtiense, en lo que es hoy Asia. Es conocido a partir de una sola especie, L. youngi, hallada en la cuenca Laiyang dentro de la provincia de Shandong, China. Esta área ha producido una considerable cantidad de otros materiales fósiles, incluyendo los restos de insectos, plantas y varios vertebrados, entre ellos dinosaurios y restos de sus huevos. Laiyangosaurus es miembro de la tribu de saurolofinos Edmontosaurini. Un número de especímenes referidos a Laiyangosaurus, IVPP V23405.1, V23403.1, V23402.1, V23404, V23402.7, aparentemente pertenecen a los hadrosáuridos kritosaurinídos y lambeosaurinídos.